# Plesiolena jorgelina
Plesiolena jorgelina is een spin uit de familie der muisspinnen. Deze spin is vrij gevaarlijk door haar neurotoxisch gif. De spin werd pas in 1994 wetenschappelijk beschreven en is enkel bekend van Chili.